# Goniosoma vatrax
Goniosoma vatrax is een hooiwagen uit de familie Gonyleptidae.